# Loveland (Colorado)
Loveland è un centro abitato (city) degli Stati Uniti d'America e seconda città più popolosa della contea di Larimer nello Stato del Colorado. La popolazione era di 66 859 persone al censimento del 2010, il che la rende la quattordicesima città più grande dello Stato. La città si trova a 46 miglia (74 km) a nord dal Campidoglio di Denver.

## Storia
La città è stata fondata nel 1866 lungo la costruzione di una nuova linea della Colorado Central Railroad, vicino al suo attraversamento del Big Thompson. Prende questo nome in onore di William A.H. Loveland, il presidente della Colorado Central Railroad.

## Geografia fisica
Loveland è situata a 40°24′17″N 105°05′09″W (40.404789, −105.085868).
Secondo lo United States Census Bureau, ha un'area totale di 25,5 mi² (66,04 km²).

## Società

### Evoluzione demografica
Secondo il censimento del 2000, c'erano 50 608 persone.

### Etnie e minoranze straniere
Secondo il censimento del 2000, la composizione etnica della città era formata dal 92,85% di bianchi, lo 0,37% di afroamericani, lo 0,69% di nativi americani, lo 0,83% di asiatici, lo 0,03% di oceanici, il 3,21% di altre razze, e il 2,02% di due o più etnie. Ispanici o latinos di qualunque razza erano l'8,57% della popolazione.